# 1935 في العراق
فيما يلي قوائم الأحداث التي وقعت خلال عام 1935 في العراق.

## سياسة

### تعيين في المنصب
- 17 مارس – ياسين الهاشمي رئيس وزراء العراق.

### انتهاء فترة المنصب
- 4 مارس – علي جودت الأيوبي رئيس وزراء العراق.

## مواليد
- كنعان حداد ضابط عراقي

### يناير
- 1 يناير – صالح العابد كاتب ومؤلف ومؤرخ أكاديمي عراقي.
- 1 يناير – طه جابر العلواني
- 1 يناير – عبد الخالق السامرائي سياسي عراقي.

### مارس
- 1 مارس – محمد باقر الصدر

### مايو
- 2 مايو – فيصل الثاني ملك العراق منذ 4 أبريل 1939 حتى يوليو 1958.

### سبتمبر
- 15 سبتمبر – دنخا الرابع خننيا قس عراقي.

### نوفمبر
- 16 نوفمبر – محمد حسين فضل الله

### ديسمبر
- 6 ديسمبر – عبد الهادي الفضلي كاتب سعودي.

## وفيات

### مايو
- 1 مايو – عبد المحسن الكاظمي (مواليد 1871) شاعر عراقي.